# Red Dirt Girl
Red Dirt Girl è il diciannovesimo album in studio della cantante statunitense Emmylou Harris, pubblicato il 12 settembre 2000 dalla Nonesuch.
Ai Grammy Awards 2001 il disco ha vinto nella categoria "Miglior album folk contemporaneo".

## Accoglienza
| Recensione           | Giudizio |
| -------------------- | -------- |
| AllMusic             |          |
| Entertainment Weekly | A        |
| Rolling Stone        |          |

Red Dirt Girl ha ottenuto recensioni positive da parte dei critici musicali. Su Metacritic, sito che assegna un punteggio normalizzato su 100 in base a critiche selezionate, l'album ha ottenuto un punteggio medio di 73 basato su dodici recensioni.

## Tracce
Testi e musiche di Emmylou Harris, eccetto dove indicato..
1. The Pearl – 5:02
2. Michelangelo – 5:14
3. I Don't Wanna Talk About It Now – 4:47
4. Tragedy – 4:24 (Emmylou Harris, Rodney Crowell)
5. Red Dirt Girl – 4:19
6. My Baby Needs a Shepherd – 4:39
7. Bang the Drum Slowly – 4:51 (Emmylou Harris, Guy Clark)
8. J'Ai Fait Tout – 5:31 (Emmylou Harris, Jill Cunniff, Darryl Johnson)
9. One Big Love – 4:33 (Patty Griffin, Angelo Petraglia)
10. Hour of Gold – 5:00
11. My Antonia – 3:43
12. Boy from Tupelo – 3:48

## Successo commerciale
Red Dirt Girl ha esordito al 54º posto della Billboard 200 con 24 000 copie vendute. L'album è rimasto 18 settimane in classifica.

## Classifiche
| Classifica (2000) | Posizione massima |
| ----------------- | ----------------- |
| Stati Uniti       | 54                |